# Vysoké nad Jizerou
Vysoké nad Jizerou település Csehországban, Semilyi járásban. Vysoké nad Jizerou Zlatá Olešnice, Paseky nad Jizerou, Poniklá, Roprachtice, Roztoky u Semil, Příkrý és Jablonec nad Jizerou településekkel határos. Lakosainak száma 1329 fő (2024. január 1.).

## Népesség
A település lakosságának változását az alábbi diagram mutatja:
| Lakosok száma | 3831 | 3870 | 3193 | 2328 | 1508 | 1353 | 1295 | 1290 | 1291 | 1329 |
|               | 1869 | 1890 | 1921 | 1950 | 1980 | 2001 | 2017 | 2019 | 2022 | 2024 |